# Myripristis vittata
Myripristis vittata — вид бериксоподібних риб родини Голоцентрові (Holocentridae).

## Опис
Риба завдовжки до 25 см.

## Поширення
Зустрічається в Індо-Тихоокеанському регіоні від Маскаренських островів до Французької Полінезії та Гавайських островів.  Морський, демерсальний вид, асоційований з рифами. Мешкає у тропічних водах на глибині 3-80 м.